# آدم ويبستر
آدم ويبستر (بالإنجليزية: Adam Webster)‏ هو لاعب كرة قدم بريطاني في مركز الهجوم، ولد في 3 يوليو 1980 في نوتنغهام في المملكة المتحدة. لعب مع نادي كوربي تاون ونادي ووستر سيتي ونوتس كاونتي.

## وصلات خارجية
- آدم ويبستر على موقع قاعدة بيانات كرة القدم.إي يو (الإنجليزية)
- آدم ويبستر على موقع Soccerbase.com (لاعب) (الإنجليزية)